# Дамасцировка
|  | Герб коммуны Зеннвальд в Швейцарии | Герб города Михельштадт в Германии | Герб коммуны Рёрнбах в Германии | Герб деревни Экельшаузен в Германии | Герб коммуны Риксайм во Франции | Герб рода Плеттенбергов | Герб баронов Россильон |  |
|  | Герб коммуны Зеннвальд в Швейцарии | Герб города Михельштадт в Германии | Герб коммуны Рёрнбах в Германии | Герб деревни Экельшаузен в Германии | Герб коммуны Риксайм во Франции | Герб рода Плеттенбергов | Герб баронов Россильон |  |

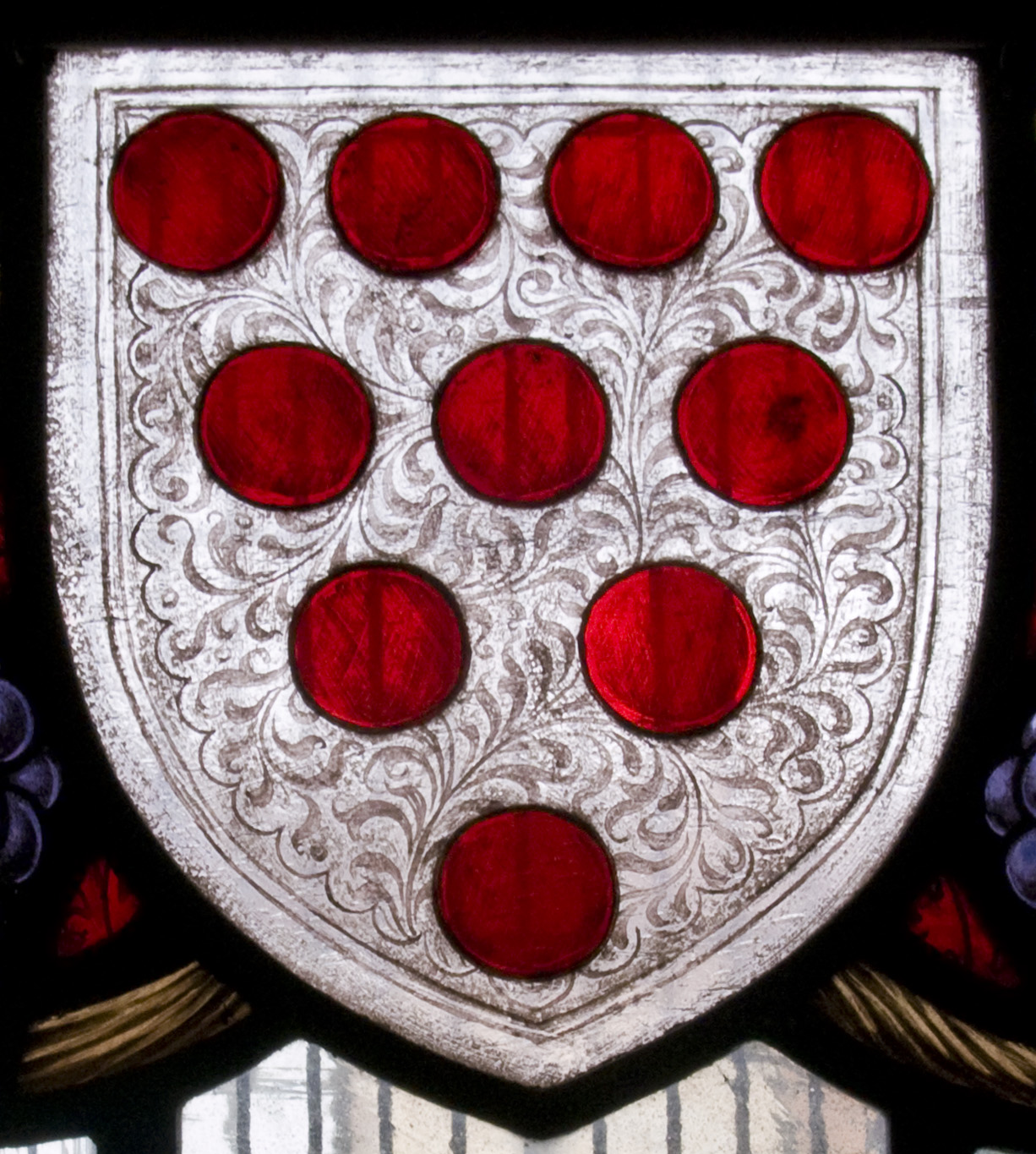
Дамасцировка поля в гербе Вустерского диоцеза (Англия)

Дамасциро́вка или дамаскиро́вка — геральдический приём, заключающийся в нанесении декоративного орнамента на поле щита или гербовые фигуры. 
Выполняется оттенками цвета покрываемого поля или фигуры. Термин происходит от узоров, образовывавшихся на дамасской стали. В подавляющем большинстве случаев в геральдическом описании герба (блазоне) дамасцировка не указывается, поэтому может быть абсолютно произвольной, не влияя при этом на сам герб. В случае, если дамасцировка играет важное значение, она может быть внесена в блазон и при этом становится неотъемлемой частью герба.
Исторически дамаскировка была более всего распространена в немецкой геральдике, где её применяли в основном для покрытия значительных пустующих поверхностей герба. Во французской геральдике дамаскировку чаще наносили на гербовые фигуры.